# Rhododendron 'Blue Peter'
Blue Peter er en sort af rododendron og er en middelhøj busk med en løs og kugleformet vækst. 'Blue Peter' kendes blandt andet på de lyst lavendelblå blomster. Sorten er en hybrid, hvor Pontisk Rododendron formentlig har været den ene af forældrearterne. 

## Beskrivelse
Bladene er stedsegrønne og meget store. Oversiden er mørkegrøn, blank og let hvælvet, mens undersiden er mat lysegrøn. Blomstringen sker ved månedsskiftet maj-juni, hvor busken bærer stande med 11-14 store, lysviolette blomster, der hver har en mørkerød svælgtegning. Frugterne er tørre, opsprækkende kapsler.
Rodnettet er meget tæt forgrenet med filtede finrødder. Planten er afhængig af at få etableret en symbiose med mykorrhiza-svampe.
Højde x bredde og årlig tilvækst: 1,50 x 2,00 m (8 x 15 cm/år).

## Anvendelse
Sorten er – som alle bladstedsegrønne – sart over for barfrost. Den bør derfor plantes i let skygge fra bygninger eller overstandere.